# 10e Haarlem Basketball Week
De 10e editie van de Haarlem Basketball Week werd gehouden van 26 december 1991 tot en met 5 januari 1992 in het Kennemer Sportcentrum. Het evenement werd bezocht door ongeveer 16.000 toeschouwers.

## Poule A
- Levi’s WBL All Stars
- Hapoel Tel Aviv
- Pro-Specs Den Bosch

## Poule B
- Australië
- Olympiakos Piraeus
- Selex/Weert

## Poule C
- Kalev Tallinn
- Hapoel Eilat/Eilot
- Bestmate Akrides Haarlem

## Poule D
- Litouwen
- Bowling Green State University
- Commodore Den Helder

## Uitslagen

### Groepsfase

#### Poule A
- 26 december 1991
  - Levi’s WBL All Stars 100 vs 98 Pro-Specs Den Bosch

- 29 december 1991
  - Pro-Specs Den Bosch 94 vs 85 Hapoel Tel Aviv

- 1 januari 1992
  - Hapoel Tel Aviv 99 vs 110 Levi’s WBL All Stars

#### Poule B
- 27 december 1991
  - Selex/Weert 63 vs 81 Australië

- 28 december 1991
  - Olympiakos Piraeus 101 vs 76 Selex/Weert

- 29 december 1991
  - Australië 61 vs 67 Olympiakos Piraeus

#### Poule C
- 27 december 1991
  - Kalev Tallinn 92 vs 71 Bestmate Akrides Haarlem

- 30 december 1991
  - Hapoel Eilat/Eilot 94 vs 86 Kalev Tallinn

- 1 januari 1992
  - Bestmate Akrides Haarlem 73 vs 95 Hapoel Eilat/Eilot

#### Poule D
- 26 december 1991
  - Commodore Den Helder 77 vs 79 Litouwen

- 28 december 1991
  - Litouwen 99 vs 82 Bowling Green State University

- 30 december 1991
  - Bowling Green State University 69 vs 72 Commodore Den Helder

## Eindstand voorronden

### Poule A
- 1.  Levi’s WBL All Stars
- 2.  Pro-Specs Den Bosch
- 3.  Hapoel Tel Aviv

### Poule B
- 1.  Olympiakos Piraeus
- 2.  Australië
- 3.  Selex/Weert

### Poule C
- 1.  Hapoel Eilat/Eilot
- 2.  Kalev Tallinn
- 3.  Bestmate Akrides Haarlem

### Poule D
- 1.  Litouwen
- 2.  Commodore Den Helder
- 3.  Bowling Green State University

## Kwartfinales
- 2 januari 1992
  - (Poule A nr.1 - Poule C nr.2) Levi’s WBL All Stars 104 vs 119 Kalev Tallinn (13)
  - †(Poule B nr.1 - Poule D nr.2) Bowling Green State University 68 vs 67 Commodore Den Helder (14)

† Door het plotselinge vertrek van Olympiakos Piraeus, nam Bowling Green State University de plaats van de Grieken in.
- 3 januari 1992
  - (Poule C nr.1 - Poule A nr.2) Hapoel Eilat/Eilot 90 vs 97 Pro-Specs Den Bosch (16)
  - (Poule D nr.1 - Poule B nr.2) Litouwen 90 vs 92 Australië (17)

## Verliezers kwartfinales
- 3 januari 1992
  - (verliezer 13 - verliezer 14) Levi’s WBL All Stars 94 vs 100 Commodore Den Helder (15)

- 4 januari 1992
  - (verliezer 16 - verliezer 17) Hapoel Eilat/Eilot 85 vs 94 Litouwen (18)

## Halve finales
- 4 januari 1992
  - (winnaar 13 - winnaar 14) Kalev Tallinn 89 vs 92 Bowling Green State University (19)
  - (winnaar 16 - winnaar 17) Pro-Specs Den Bosch 65 vs 107 Australië (20)

- 5 januari 1992
  - (winnaar 15 - winnaar 18) Commodore Den Helder 99 vs 89 Litouwen (5e/6e plaats)
  - (verliezer 19 - verliezer 20) Kalev Tallinn 96 vs 94 Pro-Specs Den Bosch (3e/4e plaats)
  - (winnaar 19 - winnaar 20) Bowling Green State University 57 vs 93 Australië (1e/2e plaats)

## Eindstand
- 1.  Australië
- 2.  Bowling Green State University
- 3.  Kalev Tallinn
- 4.  Pro-Specs Den Bosch
- 5.  Commodore Den Helder
- 6.  Litouwen